# Gerty Cori
Gerty Cori (Praga, 15 de agosto de 1896-Glendale, 26 de octubre de 1957) fue una bioquímica estadounidense nacida en Praga —entonces en el Imperio austrohúngaro, actualmente República Checa—, que se convirtió en la tercera mujer en el mundo y primera en Estados Unidos en ganar un Premio Nobel en Ciencias y la primera mujer a nivel mundial en ser galardonada con el Premio Nobel de Fisiología o Medicina.
A pesar de que vivió en una época en la que las mujeres estaban marginadas de las ciencias y que tenían pocas oportunidades educativas, fue admitida en la escuela de Medicina, donde conoció a su futuro marido, Carl Ferdinand Cori, con quien se casó después de su graduación en 1920. Poco tiempo después, en 1922, la pareja emigró a Estados Unidos, debido en parte al deterioro de la situación en Europa, consecuencia de la Primera Guerra Mundial. Gerty siguió desarrollando su interés en la investigación médica mediante la colaboración con Carl en el laboratorio. Publicó resultados de investigaciones realizadas en coautoría con su esposo, así como en solitario. A diferencia de su marido, tuvo dificultades para conseguir posiciones laborales en el área de investigación y las que obtuvo siempre fueron mal pagadas. Carl insistía en trabajar en colaboración con Gerty, aunque las instituciones que lo empleaban trataran de desalentarlo.
Recibió el Premio Nobel en 1947, junto a su marido Carl y compartido con el fisiólogo argentino Bernardo Houssay. El premio le fue otorgado por descubrir el mecanismo por el cual el glucógeno —un derivado de la glucosa— se convierte en ácido láctico en el tejido muscular y luego es resintetizado en el cuerpo y almacenado como fuente de energía (conocido como el ciclo de Cori). También identificaron el importante compuesto catalizador llamado éster de Cori. En 2004, Gerty y Carl fueron designados National Historical Chemical Landmark (Hito Histórico Nacional en Química) por la American Chemical Society, en reconocimiento a su trabajo en el esclarecimiento del metabolismo de los carbohidratos.
En 1957, Gerty Cori murió tras una lucha de diez años con la mieloesclerosis. Permaneció activa en su laboratorio de investigación hasta el final. Recibió reconocimiento por sus logros a través de múltiples premios y honores.

## Biografía

### Primeros años y matrimonio

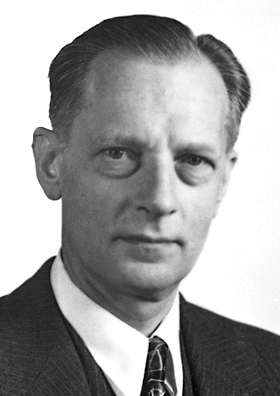
Carl Cori esposo y colaborador de Gerty.

Gerty Theresa Radnitz nació en el seno de una familia judía de Praga el 15 de agosto de 1896. Su padre, Otto Radnitz, fue un químico que se convirtió en gerente de una refinería de azúcar después de inventar un exitoso método de refinación. Su madre, que contaba entre sus amigos a Franz Kafka, era una mujer culta y sofisticada. Realizó los primeros estudios en casa con profesores particulares y posteriormente fue inscrita en un colegio para niñas, cuando tenía 16 años de edad decidió que quería ser médico. Animada por un tío materno, profesor de Pediatría en la universidad, estudió y aprobó el examen de admisión de la universidad para asistir a la escuela de Medicina.
Fue admitida en la Facultad de Medicina de la Universidad alemana Carl Ferdinand en Praga en 1914 y obtuvo el doctorado en Medicina en 1920. Mientras estudiaba en la universidad conoció a Carl Cori, quien inmediatamente se sintió atraído por su «encanto, vitalidad, sentido del humor y su amor por la naturaleza y el montañismo». Se casaron en 1920, después de graduarse, y Gerty se convirtió al catolicismo, que era la religión de Carl. Después de la boda se mudaron a Viena, Austria, donde Gerty pasó los siguientes dos años trabajando en el Children's Carolinen Hospital, mientras Carl trabajaba en un laboratorio.
Durante su estancia en el hospital trabajó en la unidad de Pediatría y además llevó a cabo investigaciones en el campo de la regulación de la temperatura, el comparativo de temperaturas antes y después del tratamiento de patología tiroidea y publicó artículos sobre trastornos de la sangre. La vida se volvió muy difícil después de la Primera Guerra Mundial, Gerty incluso sufrió xeroftalmía —una enfermedad de los ojos ocasionada por deficiencia de vitamina A—, causada por la severa desnutrición que le provocó la escasez de alimentos. Estos problemas, junto con el creciente antisemitismo, contribuyeron a que la pareja decidiera abandonar Europa.

### Emigración a Estados Unidos y carrera
En 1922, emigraron a los Estados Unidos —Gerty seis meses después de Carl, debido a la dificultad para obtener un empleo— para dedicarse a la investigación médica en el State Institute for the Study of Malignant Diseases —Instituto Estatal para el Estudio de Enfermedades Malignas, actualmente Roswell Park Cancer Institute— en Búfalo, Nueva York. En 1928, se convirtieron en ciudadanos naturalizados de los Estados Unidos.
Aunque eran desalentados a trabajar juntos en Roswell, siguieron haciéndolo, y se especializaron en la investigación del metabolismo de los carbohidratos. Estaban particularmente interesados en cómo se metaboliza la glucosa en el cuerpo humano y en las hormonas que regulan este proceso. Publicaron cincuenta artículos mientras estuvieron en Roswell, presentaban en calidad de primer autor a quien había hecho la mayor parte de la investigación para un determinado estudio. Gerty Cori publicó once artículos como único autor. En 1929, propusieron el ciclo teórico que más tarde les hizo ganar el Premio Nobel, el ciclo de Cori. El ciclo describe la forma en que el cuerpo humano utiliza algunas reacciones químicas en el tejido muscular, para romper carbohidratos como el glucógeno —un derivado de la glucosa— en ácido láctico, mientras al mismo tiempo se sintetizan otros.
Los Cori dejaron Roswell después de publicar su trabajo sobre el metabolismo de los carbohidratos. Algunas universidades le ofrecieron una posición a Carl, pero se negaron a contratar a su esposa. Durante una de las entrevistas, Gerty fue informada que se consideraba «poco estadounidense» que una pareja de esposos trabajara juntos. En 1931, se mudaron a San Luis, Misuri, donde le ofrecieron a Carl un puesto como investigador en la Escuela de Medicina de la Universidad de Washington. A pesar de sus antecedentes, a Gerty le ofrecieron solamente un puesto como investigador asociado, con un sueldo que correspondía a la décima parte de lo que ganaba Carl, además le advirtieron que podía perjudicar la carrera de su marido. En 1943, fue nombrada profesor asociado de investigación en Bioquímica y Farmacología. Meses antes de que ganara el Premio Nobel fue ascendida a profesor titular, cargo que ocupó hasta su muerte en 1957.
Continuaron trabajando en colaboración en la Universidad de Washington. En sus análisis con músculo de rana molido, descubrieron un compuesto intermedio que permitía la degradación del glucógeno, llamado glucosa-1-fosfato, ahora conocido como el éster de Cori. Establecieron la estructura del compuesto, identificaron la enzima que cataliza su formación química, la glucógeno fosforilasa, y demostraron que el éster de Cori es el paso inicial en la conversión del carbohidrato glucógeno en glucosa —del que existen grandes cantidades en el hígado—. También puede ser el último paso en la conversión de la glucosa sanguínea en glucógeno, ya que es un proceso reversible.
Gerty y Carl realizaron la mayor parte de su trabajo en colaboración, incluido el que finalmente los llevó a ganar el Premio Nobel de Fisiología o Medicina en 1947, por «su descubrimiento del proceso de la conversión catalítica del glucógeno». Compartieron el premio con el fisiólogo argentino Bernardo Houssay, quien fue galardonado por «su descubrimiento del papel que desempeña la hormona del lóbulo anterior de la hipófisis en el metabolismo del azúcar». Prosiguieron con la investigación para aclarar los mecanismos del metabolismo de los carbohidratos y lograron avances en la comprensión de la conversión reversible del azúcar y el almidón, sus hallazgos resultaron cruciales en el desarrollo de nuevos tratamientos para la diabetes.

### Últimos años, muerte y remembranzas
Justo antes de ganar el Premio Nobel y mientras estaban en un viaje para practicar escalada, los Cori descubrieron que Gerty estaba enferma de mieloesclerosis, una enfermedad mortal de la médula ósea. A consecuencia de esto, necesitó constantemente recibir transfusiones sanguíneas y más adelante fue sometida a una esplenectomía. A pesar de sus problemas de salud se mantuvo activa y se enfrascó en el estudio de las glucogenosis, también llamadas enfermedades por almacenamiento de glucógeno, que fueron el tema del último artículo que publicó. Luchó durante diez años con la enfermedad mientras continuaba con su trabajo científico, que solo disminuyó durante sus últimos meses de vida. Murió en su casa el 26 de octubre de 1957, a la edad de 61 años. Le sobrevivieron su esposo y su único hijo, Thomas Cori.
Durante el servicio funerario, el científico español y también galardonado con el Premio Nobel de Fisiología o Medicina, Severo Ochoa, dijo:

«Gerty, para todos nosotros, fue un ser humano de una gran profundidad espiritual. Modesta, amable, generosa y cariñosa a un grado superlativo y una amante de la naturaleza y el arte».

Dos meses más tarde, en un homenaje póstumo realizado en la Universidad de Washington, Bernardo Houssay, el fisiólogo argentino que compartió el Nobel con los Cori, expresó en un discurso:

«La vida de Gerty Cori fue un noble ejemplo de dedicación a un ideal, el avance de la ciencia y para el beneficio de la humanidad. La encantadora personalidad de Gerty Cori, tan rica en cualidades humanas, se ganó la amistad y la admiración de todos los que tuvieron el privilegio de conocerla. [...] Su nombre está grabado para siempre en los anales de la ciencia y su recuerdo será apreciado por sus muchos amigos mientras estemos vivos».

## Premios y reconocimientos
En 1947, Gerty Cori se convirtió en la tercera mujer en el mundo, y la primera estadounidense, en ganar un Premio Nobel de Ciencias, las receptoras anteriores fueron Marie Curie e Irène Joliot-Curie. Además fue la primera mujer en ser galardonada con el Premio Nobel de Fisiología o Medicina. El cráter Cori en la Luna fue nombrado en su honor. También comparte una estrella con su esposo Carl en el St. Louis Walk of Fame.

Fórmula correcta de la glucosa-1-fosfato —éster de Cori— que se imprimió con un error en una estampilla del Servicio Postal de los Estados Unidos.

Gerty fue honrada con la expedición de una estampilla del Servicio Postal de los Estados Unidos en abril de 2008. La Associated Press reportó que el sello de 41 centavos contenía un error de impresión en la fórmula química de la glucosa-1-fosfato. La estampilla fue distribuida a pesar del error. Su descripción dice: «Bioquímica Gerty Cori (1896-1957), en colaboración con su marido Carl, realizó importantes descubrimientos, los que incluyen un nuevo derivado de la glucosa, que dilucidaron los pasos del metabolismo de los carbohidratos y contribuyeron a la comprensión y el tratamiento de la diabetes y otras enfermedades metabólicas. En 1947, la pareja recibió en forma compartida el Premio Nobel de Fisiología o Medicina». Los otros científicos que aparecieron en la serie «American Scientists» fueron el químico Linus Pauling, el astrónomo Edwin Hubble y el físico John Bardeen.
En 1948, Gerty fue galardonada con la Medalla Garvan-Olin, una condecoración en reconocimiento por su distinguida labor en Química que se otorga a las mujeres químicas estadounidenses. Fue nombrada por el presidente Harry S. Truman como miembro de la junta del National Science Foundation, cargo que ocupó hasta su muerte. También fue elegida miembro de la Academia Nacional de Ciencias de Estados Unidos, la cuarta mujer en recibir el honor.
En 2004, Gerty y Carl fueron designados National Historical Chemical Landmark (Hito Histórico Nacional en Química) por la American Chemical Society, en reconocimiento a su trabajo en el esclarecimiento del metabolismo de los carbohidratos.
El Departamento de Energía de Estados Unidos bautizó en su honor el supercomputador NERSC-8, un Cray XC40 instalado en 2016 en el Laboratorio Nacional Lawrence Berkeley, que se convirtió en el quinto supercomputador más potente del mundo.

## Lectura complementaria
- Leroy, Francis (2003). A century of Nobel Prizes recipients: chemistry, physics, and medicine. CRC Press. ISBN 0824708768.
- McGrayne, Sharon Bertsch (2001). Nobel Prize Women in Science: Their Lives, Struggles and Momentous Discoveries. National Academy Press. ISBN 0309072700.